# Villa Borsani
La villa Borsani è una villa novecentesca italiana sita a Varedo, in provincia di Monza e Brianza. Al suo interno ha sede l'Archivio Osvaldo Borsani. Fu costruita in stile razionalista da Osvaldo Borsani tra il 1940 e il 1943. Ospita opere tra gli altri di Lucio Fontana, Agenore Fabbri, Gio Ponti e Fausto Melotti.